# Inga semialata
Inga semialata är en ärtväxtart som först beskrevs av Vell., och fick sitt nu gällande namn av Carl Friedrich Phil.Sigm. Martius. Inga semialata ingår i släktet Inga och familjen ärtväxter. IUCN kategoriserar arten globalt som livskraftig.

## Underarter
Arten delas in i följande underarter:
- I. s. latifolia
- I. s. semialata